# Акимов, Николай Агафонович
Николай Агафонович Акимов (30 октября 1842 — 10 или 19 июля 1913) — русский военачальник, генерал от кавалерии (1908), наиболее известный своей службой в Отдельном корпусе пограничной стражи (1883—1908).

## Биография
Родился в 1842 году в армянской дворянской семье армяно-григорианского исповедания, записанной в дворянские книги по Санкт-Петербургской губернии.
Получил образование в частном пансионе. В 1859 году поступил унтер-офицером в Кексгольмский гренадерский полк, однако в следующем году перевёлся в кавалерию, в Митавский гусарский полк. С 27 февраля 1862 года корнет.
В 1863 году Акимов состоял для особых поручений при Санкт-Петербургском военном генерал-губернаторе Александре Аркадьевиче Суворове, внуке генералиссимуса. Числился в Мариупольском  гусарском полку, но не служил в нём, так как по-прежнему занимал должность офицера для поручений. Затем служил в Лейб-гвардии Драгунском полку (1865—1872), а с 1872 года — во Владикавказском конном полку Терского казачьего войска в чине войскового старшины. Всего за первые 13 лет службы (1859—1873) год служил в пяти полках трёх родов оружия (пехота, кавалерия, казачьи войска).
2 марта 1873 года командирован в Красноводский отряд полковника В. И. Маркозова, в составе которого принимал участие в Хивинском походе. 
По возвращении из Туркестана, Акимов был назначен временно исполняющим должность владикавказского полицмейстера (1875), затем, с 25 ноября 1877 года — командиром Чеченского конно-иррегулярного полка. На этой должности прослужил пять лет (1877—82), причём 1 января 1878 года был произведён в подполковники, а 3 февраля 1881 года в полковники. После этого снова был назначен временно исполняющим должность владикавказского полицмейстера (1882—83).
В 1883 году Акимов перешёл на службу в Отдельный корпус пограничной стражи. Здесь его карьера стабилизировалась и быстро пошла в гору. 
В Пограничной страже Акимов занимал следующие должности:
- Командир отдела Азовской бригады пограничной стражи (1883–85).
- Командир особого (отдельного) Керченского отдела пограничной стражи (1885—86).
- Командир Крымской бригады пограничной стражи (со штабом в Севастополе; 1886—1894; с 1892 года — генерал-майор).
- Командир Санкт-Петербургской бригады пограничной стражи (1894—1899).
- Начальник 5-го Пограничного округа Отдельного корпуса пограничной стражи (со штабом в Одессе; 1899—1901; с 1900 года — генерал-лейтенант).
- Начальник 1-го округа Отдельного корпуса пограничной стражи (со штабом в Санкт-Петербурге; 1901—1908).

В 1908 году вышел в отставку по достижении 65 лет с производством в генералы от кавалерии.
Имел ордена вплоть до ордена Святого Александра Невского, который был пожалован ему уже в отставке. 
После этого проживал, по одним данным, в Санкт-Петербурге, по другим, в Москве. 
Скончался в 1913 году и был похоронен либо на Армянском Ваганьковском кладбище в Москве либо на Смоленском армянском кладбище в Санкт-Петербурге.

## Награды
- Орден Святой Анны 3-й степени с мечами и бантом (1874)
- Орден Святого Станислава 2-й степени (1883)
- Орден Святой Анны 2-й степени (1886)
- Орден Святого Владимира 4-й степени с бантом за 25-лет (1888)
- Орден Святого Владимира 3-й степени (1889)
- Орден Святого Станислава 1-й степени (1895)
- Орден Святой Анны 1-й степени (1896)
- Орден Святого Владимира 2-й степени (1903)
- Орден Белого Орла (1906)
- Орден Святого Александра Невского (14.04.1913)
- Орден Льва и Солнца 2-й степени (Персия, 1870)
- Орден Меджидие 3-й степени ( Османская империя, 1888; Акимов был награждён за спасение экипажа турецкого судна)
- Орден Меджидие 2 степени ( Османская империя, 1893)
- Орден Таковского креста 1-й степени ( Королевство Сербия, 1894)
- Великий офицер ордена Почётного легиона ( Франция, 1903)